# Монорейка Кітакюсю
Монорейка Кітакюсю (яп. 北九州高速鉄道) — монорейка в місті Кітакюсю, Фукуока, Японія.

## Лінія
31 липня 1976 року було створене товаритство що зайнялося проектуванням та будівництвом монорейки Кітакюсю.
Початкова ділянка лінії з 12 станцій та 8,4 км відкрилася у січні 1985 року, єдине розширення лінії на 1 станцію
та 400 метрів колії сталося 1 квітня 1998 року. Подорож між кінцевими станціями займає 19 хвилин.

## Галерея

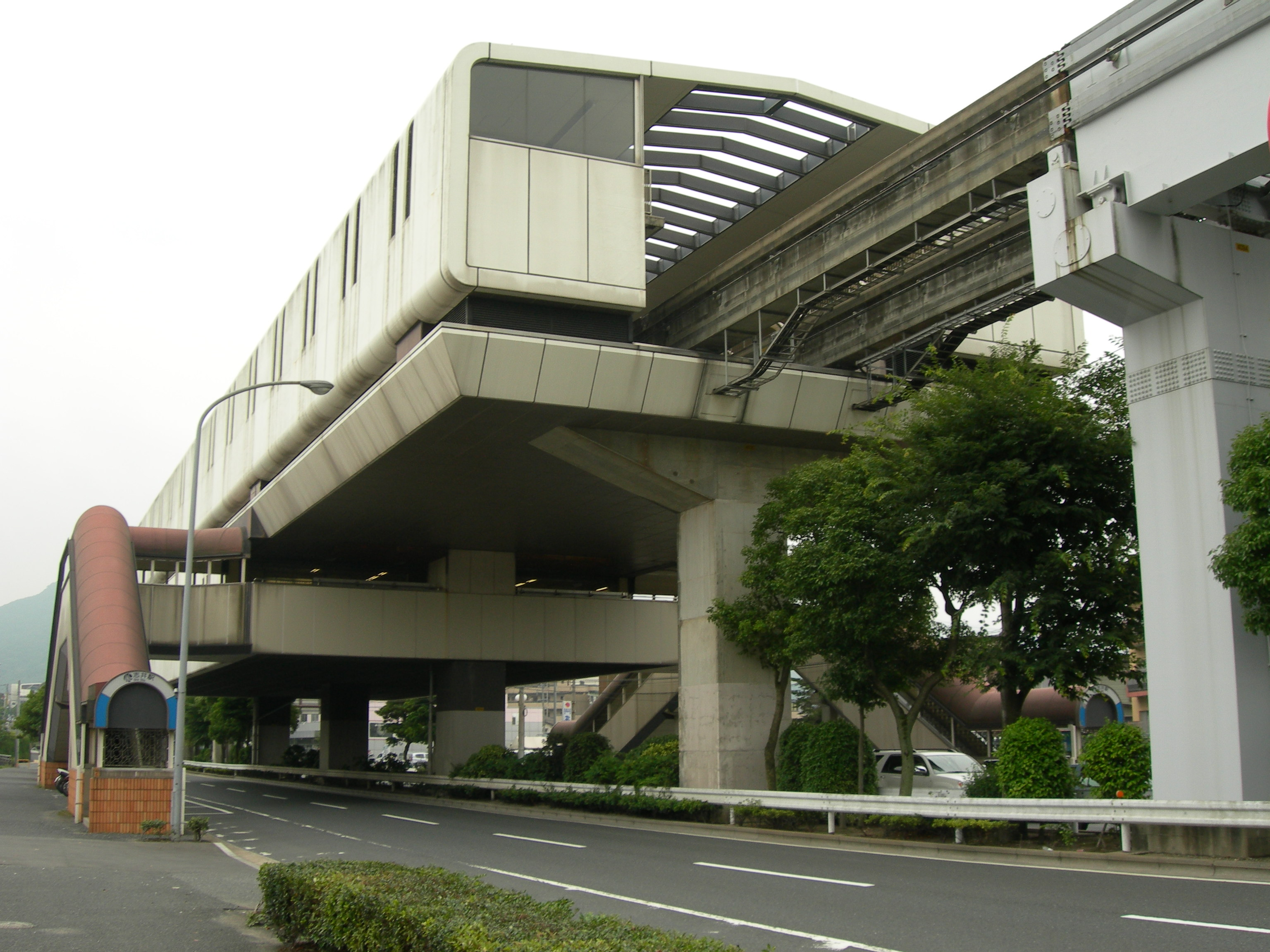
Станція «Shii»
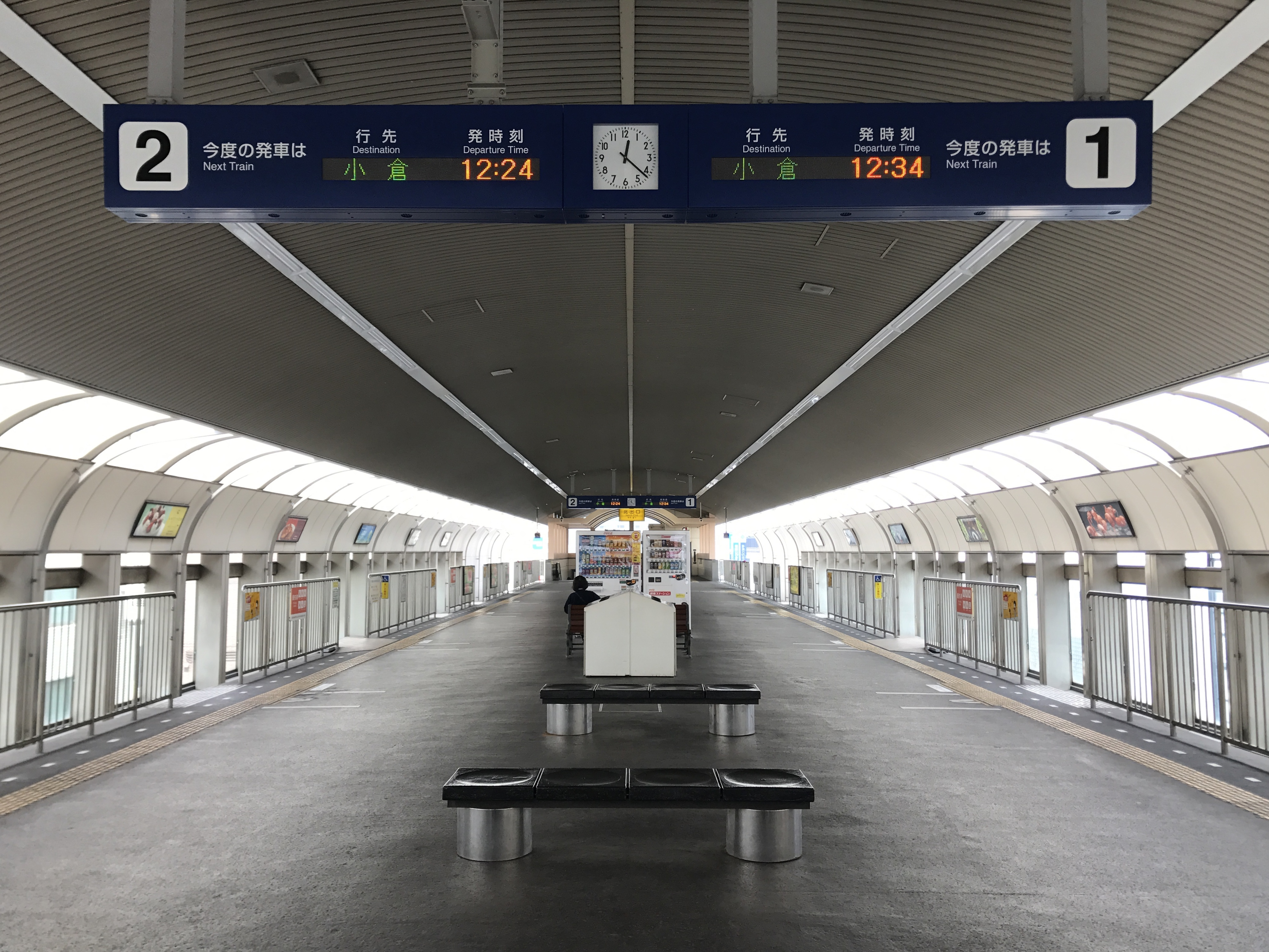
Платформа станції «Heiwadori»
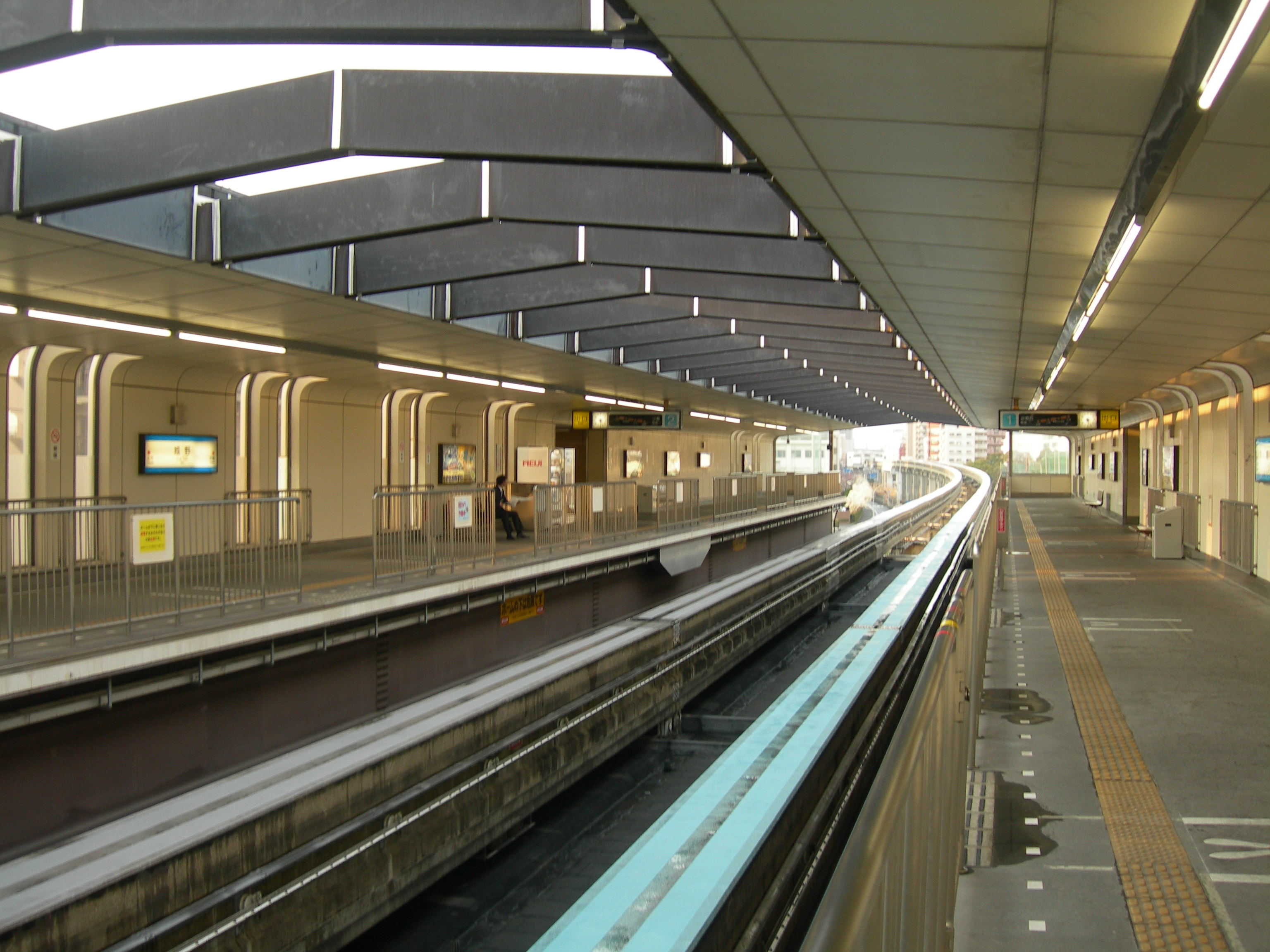
Платформа станції «Jono»
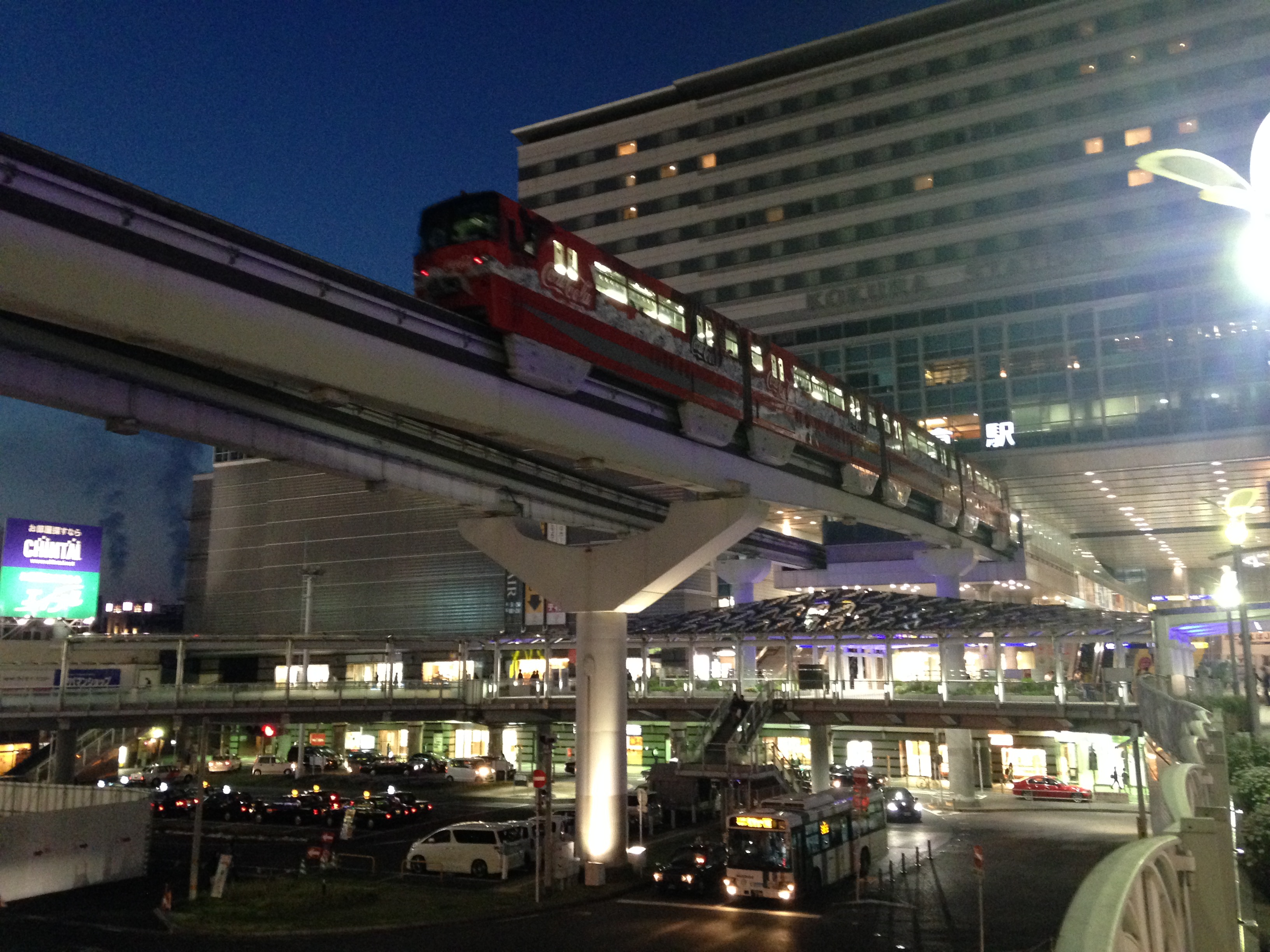
Потяг біля станції «Kokura»
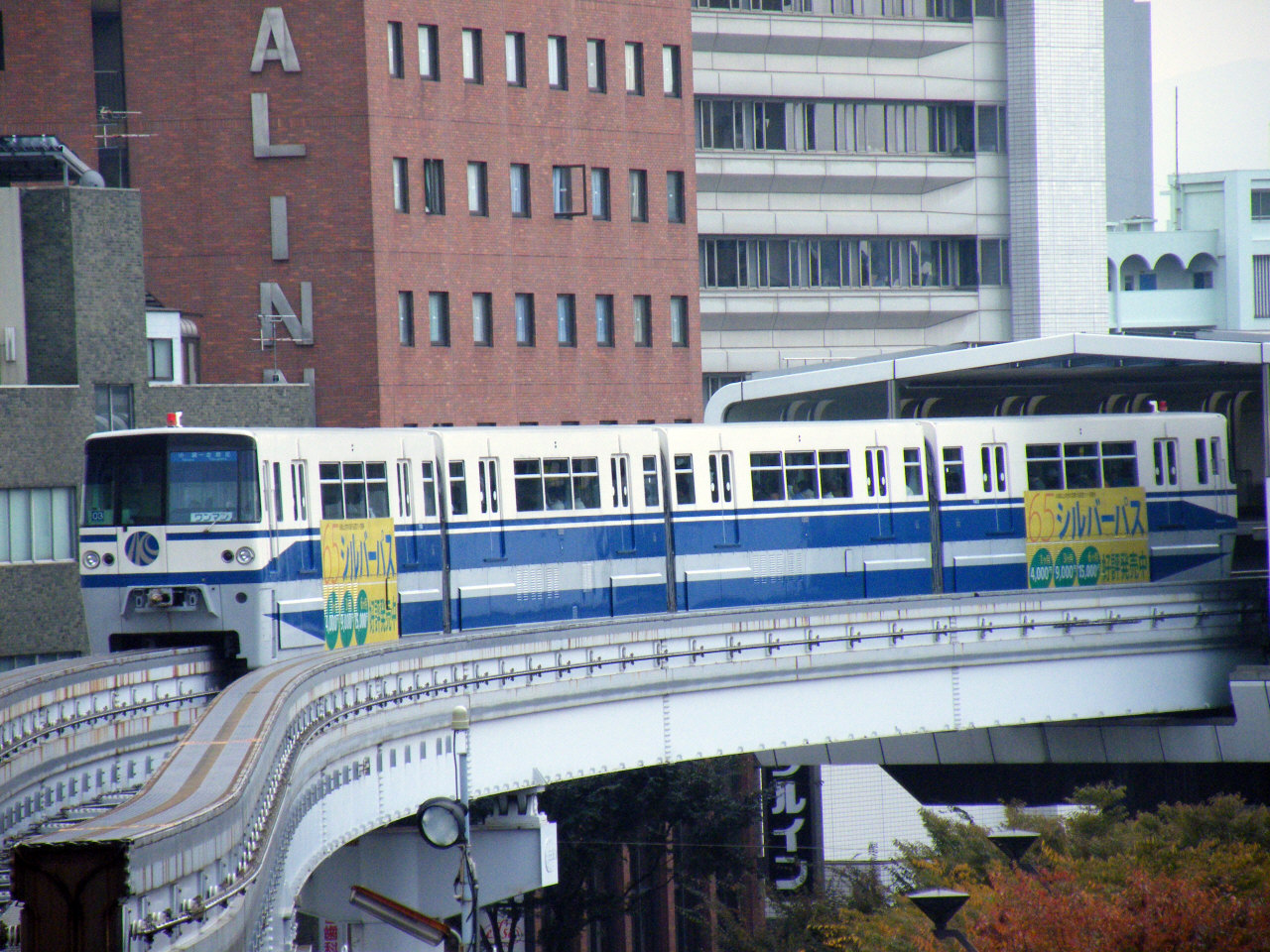
Потяг монорейки серії 1000
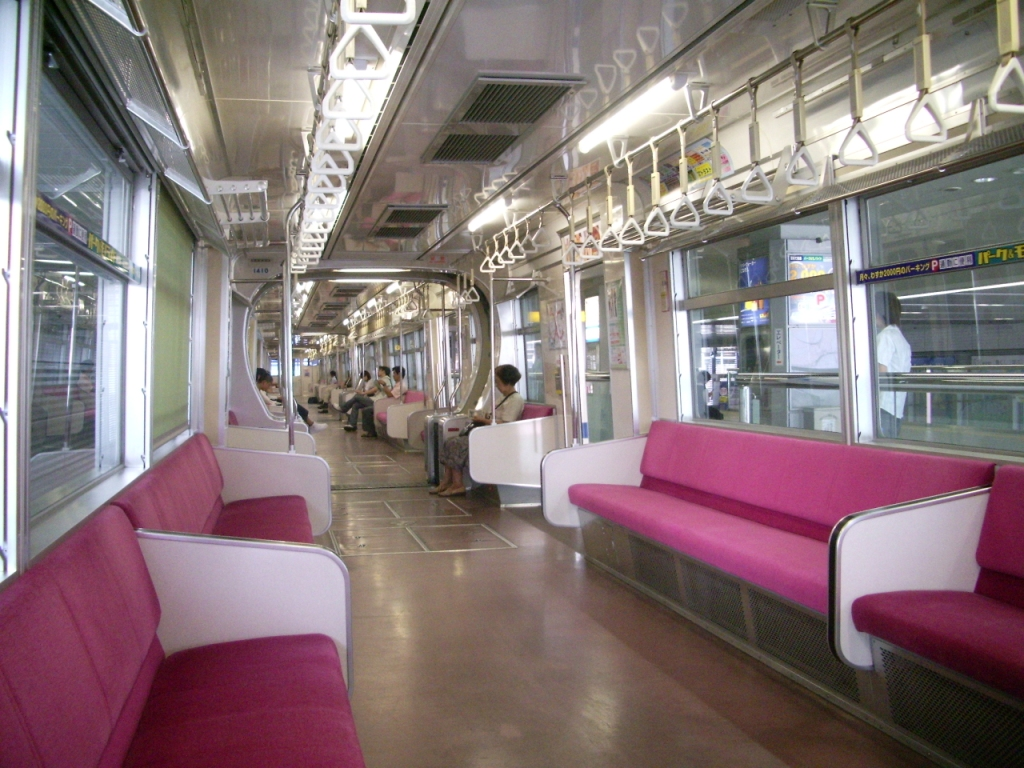
Всередині вагона